# Veto

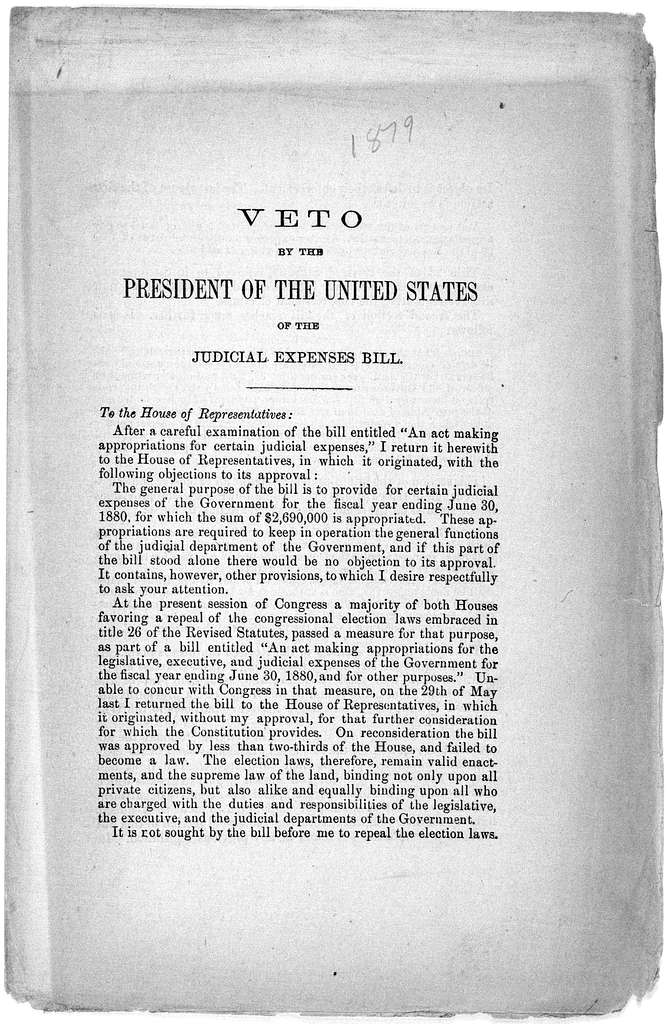
Rozhodnutí amerického prezidenta Rutherforda Hayese, kterým vetoval zákon o justičních výdajích, 1879

Veto, latinsky zakazuji, označuje stav, kdy jedna strana má právo jednostranně zastavit například zákonodárný proces. Veto tak dává neomezenou moc znemožnit přijetí (nebo změnu) zákona, nedává ale žádnou možnost nějaké změny prosadit.

## Příklady

### Starověký Řím
Uplatňování práva veta je známo už ze starověké římské republiky, kde jím disponoval tzv. tribun lidu. Rovněž konzulové - dva nejvyšší státní úředníci - si mohli navzájem vetovat svá rozhodnutí.

### Polsko
V Polsku 17. a 18. století existoval institut zvaný liberum veto, kdy rozhodnutí Sejmu mohl vetovat jakýkoliv poslanec.

### Československo a Česko
V československé ústavě byl od roku 1920 vytvořen institut prezidentského veta. Obsahovala jej už i Prozatímní ústava z roku 1918. V té době ovšem bylo možné uplatnit veto jen na návrh vlády a s podpisem jejího člena. Po roce 1948 ztratilo veto praktický význam a od roku 1960 ani nebylo formálně zakotveno. K faktickému i formálnímu obnovení došlo po Sametové revoluci a bylo zachováno i v ústavě samostatné republiky z roku 1993, podle které má prezident pravomoc vrátit jakýkoli přijatý zákon, s výjimkou zákona ústavního, Poslanecké sněmovně k novému projednání samostatně i bez vládního návrhu a kontrasignace. Podobné prezidentské veto je v různých obměnách zakotveno v legislativě řady dalších evropských států.

### Spojené státy americké
Prezident USA má právo veta, neboť jeho podpis je vyžadován po schválení návrhu zákona v obou komorách Kongresu. Návrh může podepsat, nebo vrátit té komoře, kde byl navržen. Tato komora pak zahrne prezidentovy námitky do zápisu o projednávání návrhu zákona a uváží je. Pokud poté hlasuje pro návrh dvoutřetinová většina členů dané komory, předá se návrh druhé komoře. Pokud i tam podpoří návrh dvě třetiny, je zákon schválen. Není-li návrh zákona vrácen prezidentem do deseti dnů (neděle nepočítaje) ode dne, kdy mu byl předložen, stává se zákonem i bez jeho podpisu.
Specifickým případem je pak takzvané kapesní veto (anglicky pocket veto), které lze použít, pokud se blíží konec volebního období Kongresu. Pokud Kongres v desetidenní lhůtě pro posouzení návrhu zákona prezidentem odročí své jednání a zabrání tím navrácení návrhu komoře, ze které návrh vzešel, může prezident takový návrh odmítnout podepsat ("nechá si ho v kapse" - odtud název), v důsledku čehož se návrh nikdy nestane zákonem. Dalším zvláštním typem je takzvané položkové veto (anglicky line-item veto), které umožňuje před vyhlášením zákona vetovat některá jeho ustanovení, nikoli celý návrh zákona. Takovouto pravomocí disponuje řada amerických guvernérů, prezident však nikoli. Kongres v roce 1996 na návrh Billa Clintona přijal zákon, který položkové veto umožňoval, Nejvyšší soud USA jej však v roce 1998 prohlásil za protiústavní.

### Organizace spojených národů
Právem veta disponují stálí zástupci Rady bezpečnosti OSN, nejmocnějšího orgánu Organizace spojených národů. Tím je zajištěno, že Rada nemůže rozhodovat proti vůli kterékoli z těchto pěti vítězných mocností druhé světové války, které mají být hlavními garanty světového míru.

## Typy
Rozlišují se dva základní typy veta, a to:
- suspenzivní veto – veto ztrácí svou platnost poté, co jsou splněny určité definované podmínky (např. parlament přehlasuje veto prezidenta nadpoloviční většinou, může být stanoveno, že veto je neplatné pokud změnu potvrdí parlament po dalších volbách apod.). V Česku k přehlasování veta prezidenta stačí, když pro zákon hlasuje většina všech poslanců v Poslanecké sněmovně.[4]
- absolutní veto – proces je definitivně a bezpodmínečně zastaven (tento typ veta např. používají stálí členové Rady bezpečnosti OSN).[5] To samozřejmě nevylučuje přijetí ustanovení někdy v budoucnosti.